# Reinhard Mirmseker
Reinhard Mirmseker (* 1. Juli 1950 in Berlin) ist ein ehemaliger deutscher Eiskunstläufer, internationaler Eiskunstlaufpreisrichter, ehemaliger Präsident der Deutschen Eislauf-Union (DEU) und Hörfunk- und Fernsehmoderator.

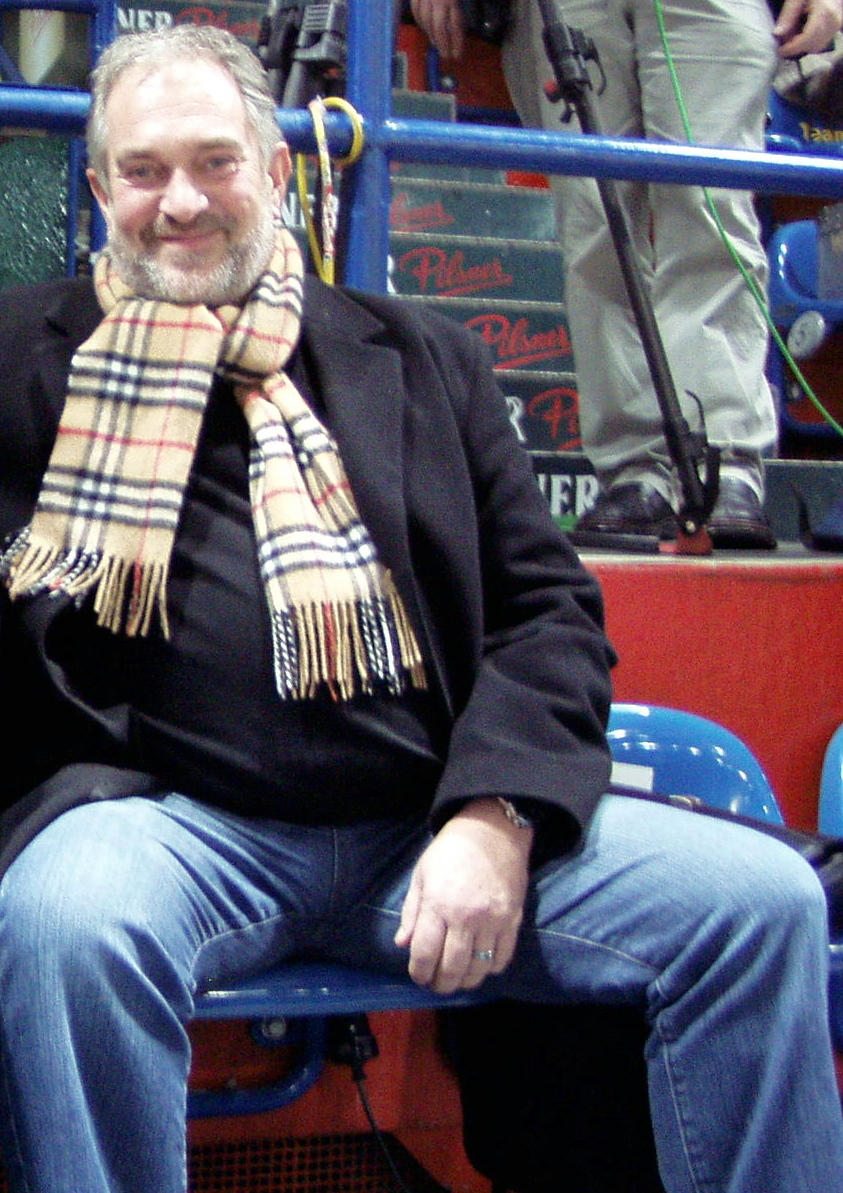
Reinhard Mirmseker bei den Deutschen Meisterschaften im Eiskunstlaufen 2006 in Berlin

## Eiskunstlauf
Als Eiskunstläufer startete er sowohl als Einzelläufer bei den Herren als auch im Paarlaufen. Er trainierte beim TSC Berlin. Als Einzelläufer unterlag er bei den DDR-Meisterschaften 1967 Günter Zöller. Mirmseker qualifizierte sich als Vizemeister für die Eiskunstlauf-Europameisterschaften 1967 in Ljubljana. Das Paar Beatrice (Trixi) von Brück/Reinhard Mirmseker wurde von Margit Senf trainiert und belegte 1969 bei den nationalen Meisterschaften den dritten Platz.
Reinhard Mirmseker wurde nach seiner Zeit als aktiver Eiskunstläufer internationaler Preisrichter und wird seit den 1980er Jahren bei Europa- und Weltmeisterschaften und auch bei Olympischen Spielen eingesetzt.
Bis 1990 war Reinhard Mirmseker Präsident des Deutschen Eislauf-Verbandes der DDR (DELV). Nach der deutschen Wiedervereinigung war er zunächst kooptiertes Mitglied des DEU Präsidiums. Damaliger Präsident der DEU war Dr. Wolf Dieter Montag. Im Jahre 2002 trat er die Nachfolge von Angela Siedenberg als Präsident der Deutsche Eislauf-Union e. V. (DEU) an. Am 22. Juli 2006 trat er von diesem Amt zurück. Sein Nachfolger ist Dieter Hillebrand.
Reinhard Mirmseker studierte Philosophie.
Er war Jurymitglied in der von Katarina Witt präsentierten ProSieben-Show „Stars auf Eis“ im Jahr 2006 und 2007.

## Erfolge/Ergebnisse

### Olympische Spiele
- keine Teilnahmen als Läufer

### Weltmeisterschaften
- keine Teilnahmen als Läufer

### Europameisterschaften
- 1967 – 18. Rang

### DDR-Meisterschaften
- 1967 – 2. Rang
- 1969 – 3. Rang (Paarlauf)

## Moderator
Neben seiner Tätigkeit im Eiskunstlauf ist Reinhard Mirmseker einem breiten Publikum in der DDR als Moderator von vorwiegend volksmusikalischen Sendungen bei Radio DDR bekannt geworden. Bis zum 22. Mai 2012. war er Unterhaltungschef von MDR 1 Radio Sachsen-Anhalt. Daneben moderierte Mirmseker beim MDR u. a. die Sendungen „Wernesgrüner Musikantenschenke“ und die „Volkstümliche Hitparade“. Mirmseker wurde aufgrund angeblich nicht angemeldeter Nebentätigkeiten und Unternehmensbeteiligungen von seinen Aufgaben beim MDR entbunden.